# Biały Potok (Tylka)
Biały Potok – według rejstru urzędowego TERYT (stan na 2021 rok) jest to część wsi Tylka (SIMC 0437056) w Polsce, położona w województwie małopolskim, w powiecie nowotarskim, w gminie Krościenko nad Dunajcem. Dawniej Biały Potok był częścią wsi Krościenko nad Dunajcem.
W latach 1975–1998 Biały Potok administracyjnie należał do województwa nowosądeckiego.